# Lucas Stassin
Lucas Stassin ('s-Gravenbrakel, 29 november 2004) is een Belgisch voetballer. De centrumspits kreeg zijn jeugdopleiding bij RSC Anderlecht, maar vertrok in 2023 naar KVC Westerlo. Een jaar later stapte hij over naar het Franse AS Saint-Étienne in Ligue 1.

## Clubcarrière
Stassin maakte in 2014 de overgang van de jeugdopleiding van Stade Brainois naar die van RSC Anderlecht. In juni 2021 ondertekende hij er zijn eerste profcontract en kende in 2022/23  met vijftien doelpunten een goed seizoen bij de RSCA Futures in de tweede klasse. De spits mocht ook enkele keren aantreden bij de A-ploeg, maar de concurrentie vooraan was te groot voor de jonge spits om daar echt door te kunnen breken. Als stap vooruit in zijn carrière tekende hij in juli 2023 een vierjarig contract bij de eersteklasser KVC Westerlo. Zijn goede resultaten bij de Kemphanen het daaropvolgende seizoen trokken de aandacht van de club AS Saint-Étienne in Ligue 1. Op 30 augustus 2024 tekende Stassin een vierjarig contract bij de Franse neo-eersteklasser, die circa 9 miljoen euro betaalde voor de overgang. In zijn debuutseizoen maakte hij twaalf doelpunten en gaf hij vijf assists over 28 wedstrijden. Desondanks degradeerde zijn club naar de Ligue 2. Stassin werd wel verkozen tot Belofte van het Jaar in de Franse Ligue 1.

## Clubstatistieken.
| Seizoen     | Club             | Competitie      | Competitie | Competitie | Competitie | Beker | Beker | Beker | Internationaal | Internationaal | Internationaal | Totaal | Totaal | Totaal |
| Seizoen     | Club             | Competitie      | Wed.       | Dlp.       | Ass.       | Wed.  | Dlp.  | Ass.  | Wed.           | Dlp.           | Ass.           | Wed.   | Dlp.   | Ass.   |
| ----------- | ---------------- | --------------- | ---------- | ---------- | ---------- | ----- | ----- | ----- | -------------- | -------------- | -------------- | ------ | ------ | ------ |
| 2022/23     | RSCA Futures     | Eerste klasse B | 29         | 15         | 3          | —     | —     | —     | —              | —              | —              | 29     | 15     | 3      |
| Club Totaal | Club Totaal      | Club Totaal     | 29         | 15         | 3          | 0     | 0     | 0     | 0              | 0              | 0              | 29     | 15     | 3      |
| 2022/23     | RSC Anderlecht   | Eerste klasse A | 3          | 0          | 0          | 0     | 0     | 0     | 2              | 0              | 0              | 5      | 0      | 0      |
| Club Totaal | Club Totaal      | Club Totaal     | 3          | 0          | 0          | 0     | 0     | 0     | 2              | 0              | 0              | 5      | 0      | 0      |
| 2023/24     | KVC Westerlo     | Eerste klasse A | 26         | 9          | 3          | 1     | 0     | 0     | —              | —              | —              | 27     | 9      | 3      |
| 2024/25     | KVC Westerlo     | Eerste klasse A | 5          | 2          | 3          | 0     | 0     | 0     | —              | —              | —              | 5      | 2      | 3      |
| Club Totaal | Club Totaal      | Club Totaal     | 31         | 11         | 6          | 1     | 0     | 0     | 0              | 0              | 0              | 32     | 11     | 6      |
| 2024/25     | AS Saint-Étienne | Ligue 1         | 27         | 12         | 5          | 1     | 0     | 0     | —              | —              | —              | 28     | 12     | 5      |
| Club Totaal | Club Totaal      | Club Totaal     | 27         | 12         | 5          | 1     | 0     | 0     | 0              | 0              | 0              | 28     | 12     | 5      |
| Totaal      | Totaal           | Totaal          | 90         | 38         | 14         | 2     | 0     | 0     | 2              | 0              | 0              | 94     | 38     | 14     |

Bijgewerkt op 21 april 2025.

## Privé
- Lucas is de zoon van Stéphane Stassin, die zelf vanuit de Anderlecht-jeugd doorstroomde naar het eerste elftal en na zijn spelerscarrière jeugdtrainer werd bij Anderlecht.[5]